# 自動車科
自動車科（じどうしゃか）は、工業高等学校や工業科のある高等学校および高等専修学校において、自動車の整備・点検などの基本的な知識と技術を修得させる学科。学校によっては、自動車工学科（じどうしゃこうがくか）あるいは自動車整備科（じどうしゃせいびか）などと呼ばれたり、機械科や電子機械科や総合学科などに含まれている場合もある。
工業科の専門科目のうち、「工業技術基礎」、「自動車整備」、「自動車工学」、「自動車製図」、「自動車実習」などを中心に学習し、溶接や旋盤等の基礎基本を学ぶ。
道路運送車両法等の法律に基づき、三級自動車整備士の資格等が取得できる。

## 類似する学科
- 航空車両整備科（千葉県立下総高等学校） - 成田空港の近くにあり、空港で使用される車両の整備に対応している。